# Ataque em Cabul em setembro de 2011
O ataque em Cabul em setembro de 2011 ocorreu quando combatentes do Talibã atacaram vários locais em Cabul, no Afeganistão, incluindo a  Embaixada dos Estados Unidos e o quartel-general da OTAN, em 13 de setembro de 2011. Os insurgentes e pelo menos outros sete foram mortos e 15 ficaram feridos. Foi o primeiro incidente na capital em que alvos muito distantes sofreram ataques simultâneos. Elementos dentro dos governos afegão e paquistanês foram suspeitos de cumplicidade nos ataques.